# Dobida
Dobida je priimek v Sloveniji, ki ga je po podatkih Statističnega urada Republike Slovenije na dan 1. januarja 2010 uporabljalo 14 oseb in je med vsemi priimki po pogostosti uporabe uvrščen na 14.661. mesto.

## Znani nosilci priimka
- Karel Dobida (1896—1964), pravnik, umetnostni kritik in prevajalec